# 霍文
霍文，OBE，SBS（Robert Charles Law Footman，1952年9月27日—），英國裔香港人，官至首長級甲級政務官，退休前為香港運輸署署長。

## 簡歷
霍文1974年9月加入香港政府政務職系，曾於銓敘科、新界民政署、環境科、運輸科、康樂文化科及香港政府駐英國辦事處等部門工作。他曾參與香港政府政務主任招聘委員會的工作，並曾調任到香港演藝學院臨時校董會及英國外交及聯邦事務部。
霍文於1989年9月至1992年5月出任貿易署副署長，之後調任效率促進專員至1995年11月，再調任為香港郵政署長至1998年11月，最後出任運輸署署長至2005年6月，並於2006年7月結束休假後退休。
霍文曾為官守太平紳士，1997年與妻子戴婉瑩同獲OBE勳銜，後於2006年獲頒授銀紫荊星章。